# It's OK to Listen to the Gray Voice
It's Ok to Listen to the Gray Voice è un album di Jan Garbarek pubblicato nel 1984 dalla ECM.

## Tracce
1. White Noise Of Forgetfulness
2. The Crossing Place
3. One Day In March I Go Down To The Sea And Listen
4. Mission:To Be Where I Am
5. It's OK To Phone The Island That Is A Mirage
6. It's OK To Listen To The Gray Voice
7. I'm The Knife-Thrower's Partner

## Musicisti
- Jan Garbarek - sassofono soprano e tenore
- David Torn - chitarra, guitar synthesizer, DX 7
- Eberhard Weber - basso
- Michael Di Pasqua - batteria, percussioni